# Yammer
Yammer是微軟旗下的企業用社交網絡服務。Yammer於2008年的TechCrunch會議中由聯合創辦人大衛·薩克斯發佈，隨後數年，Yammer被稱為「企業版Facebook」，財富美國500強的企業中超過一半的員工都有使用Yammer。2012年，微軟宣布以12億美元全面收購Yammer，2014年又將Yammer合併到Microsoft Office 365的開發團隊中。

2016 年 9 月，微軟宣布 Yammer 企業版將在 2017 年併入 Office 365 Groups，而基本的 Yammer 服務仍會繼續存在。